# Метафизика на нравите
Метафизиката на нравите (на немски: Die Metaphysik der Sitten) е труд на Имануел Кант от 1797 г., разглеждащ политическа и морална философия. По-рано и сбито своите възгледи Кант е изложил в Основи на метафизиката на нравите (1785).

## Резюме
Работата е разделена на две основни части, озаглавени в немския текст с „Rechtslehre“ и „Tugendlehre“, които се превеждат буквално като Учение за правото и Учение за добродетелта.  Английската преводачка на книгата, Мери Дж. Грегор (1991) обяснява тези немски термини като, съответно, Доктрината на правото, която се занимава с правата, които хората имат или могат да придобият, и доктрината за добродетелта, която се занимава с добродетелите, които трябва да придобие. Rechtslehre също се предава и като наука за правото (Hastie) или метафизичните елементи на справедливостта (Ladd). Тя се основава на републиканизма с неговото тълкуване на произхода на политическата общност като гражданско общество и установяване на позитивно право. Публикувано отделно през 1797 г., Учението за правото е един от последните примери за класически републиканизъм в политическата философия.  То съдържа най-зрелите изявления на Кант за мирния проект  и правна система за гарантиране на индивидуалните права.
Доктрината за добродетелта развива етичната теория на Кант, която е изложена по-рано в Основи на метафизиката на нравите (1785). Кант особено подчертава отношението към човечеството като самоцел; всъщност повторението на Кант на втората формулировка на категоричния императив (ср. Основи на метафизиката на нравите) дава възможност да се изведат задълженията. Двуделната трактовка в книгата на Кант разглежда аналитично дълга или задължението, като отличава според предмета:
- дълг към другия (или обществото),
- дълг към себе си;

и според формата:
- перфектни задължения;
- несъвършени задължения.

Кант смята, че несъвършените задължения са „широки“ и дават латитудо, т.е. възможност да се избират максими. За разлика от тях, перфектните задължения не позволяват латитудо и определят точно максимите на действията.

## Влияние
В англоговорещия свят „Метафизиката на нравите“ не е толкова добре позната като по-ранните творби на Кант, „Основи на метафизиката на нравите“ и „Критика на практическия разум“, но в края на 20-и преживява ренесанс чрез преводите и трудовете на Мари Грегор.

## В България
Книгата „Die Metaphysik der Sitten“ на Кант е издадена в България като „Метафизика на нравите“ в 2 части:
1. Част 1: Метафизични основни начала на учението за правото, изд. „Фараго“ София (2009), прев. Божидар Гумнеров
2. Част 2: Метафизически основни начала на Учението за добродетелта, изд. „Фараго“ София (2010), прев. Божидар Гумнеров